# Wilfried Sleurs
Wilfried Sleurs est un footballeur belge devenu entraîneur, né le 5 juillet 1960. 
Il dirige les joueurs du Saint-Trond VV de 1995 à 1996, après avoir été lui-même joueur dans cette équipe de 1981 à 1995.